# Publius Aelius Romanus
Publius Aelius Romanus (vollständige Namensform Publius Aelius Publi filius Romanus) war ein im 2. Jahrhundert n. Chr. lebender Angehöriger der römischen Armee.
Durch eine Inschrift, die in Lambaesis gefunden wurde, ist die militärische Laufbahn von Romanus bekannt. Er diente als Centurio in den folgenden Legionen (in dieser Reihenfolge): in der Legio I Italica, die ihr Hauptlager in Novae in der Provinz Moesia inferior hatte, in der Legio XX Valeria Victrix, die ihr Hauptlager in Deva Victrix in der Provinz Britannia hatte, in der Legio VII Claudia, die ihr Hauptlager in Viminatium in der Provinz Moesia superior hatte und zuletzt in der Legio III Augusta, die ihr Hauptlager in Lambaesis in der Provinz Africa hatte. Für seine Leistungen während einer Kampagne erhielt er nicht näher spezifizierte militärische Auszeichnungen.
Der Grabstein mit der Inschrift wurde durch seine Ehefrau Valeria Ingenua und die beiden Kinder Tubero und Romana errichtet.
Stephen James Malone geht davon aus, dass Romanus als einfacher Soldat in die Legio I Italica eintrat und in dieser Legion bis zum Centurio aufstieg, bevor er aus unbekannten Gründen zur Legio XX Valeria Victrix versetzt wurde. Mit dieser Legion war er vermutlich in den 160er Jahren im nördlichen Britannien; seine militärische Auszeichnungen dürfte er danach zwischen 177 und 180/182 erhalten haben. James Robert Summerly datiert die Laufbahn von Romanus in einen Zeitraum zwischen 150 und 190. Yann Le Bohec datiert die Inschrift in die zweite Hälfte des 2. Jahrhunderts. Florian Matei-Popescu datiert die Inschrift gegen Ende des 2. Jhs.

## Reihenfolge der Legionen
Die Reihenfolge der Legionen, in denen Romanus diente, ist in der Inschrift wie folgt angegeben: centurio leg(ionis) III Au(gustae) et VII Cl(audiae) XX V(aleriae) V(ictricis) et I Ital(icae).
Malone, Summerly und Le Bohec gehen davon aus, dass die Legionen in absteigender Reihenfolge angegeben sind, da Romanus in Lambaesis begraben wurde. Valerie A. Maxfield und Matei-Popescu nehmen ebenfalls an, dass er seine Laufbahn in der Legio I Italica begann und in der Legio III Augusta beendete.
Die oben angegebene Reihenfolge der Legionen und der Stationierungsprovinzen folgt James Robert Summerly.

## Auszeichnungen
In der Inschrift steht, dass Romanus militärische Auszeichnungen für Kämpfe in Hispanien und gegen den maurischen Stamm der Mazices erhielt (donis donato debellatori hostium provincia Hispania et Mazicum regione Montensium).
Summerly geht davon aus, dass er seine Auszeichnungen während der Regierungszeit von Mark Aurel (161–180) erhielt, als dieser alleine ohne Mitregenten regierte. Maxfield nimmt an, dass er die Auszeichnungen in den frühen 170er Jahren erhielt. Beide sind der Ansicht, dass es sich nicht sagen lässt, in welcher Legion Romanus zu diesem Zeitpunkt diente.
Le Bohec hält es für möglich, dass er mit einem Teil der Legio III Augusta im Jahr 177 in der Provinz Baetica und um 180/182 in Mauretanien im Einsatz war. Malone folgt Le Bohec, dass er seine Auszeichnungen mit der Legio III Augusta erhielt. Matei-Popescu nimmt ebenfalls an, dass er seine Auszeichnungen im Dienst mit der Legio III Augusta erhielt.

## Herkunft
In der Inschrift ist die Herkunft von Romanus mit ex Mysia angegeben. Malone und Summerly gehen davon aus, dass Romanus aus Moesia stammte und daher zuerst in die Legio I Italica eintrat, die in seiner Heimatregion stationiert war. Le Bohec nimmt dagegen an, dass Romanus aus Kleinasien stammte.